# Leen Dendievel
Leen Dendievel (Kortrijk, 1 december 1983) is een Belgisch actrice en schrijfster. Ze is vooral bekend voor haar vaste rollen in Thuis en Spring.

## Levensloop en carrière
Dendievel studeerde Woordkunst-Drama aan de Academie voor Schone Kunsten in Brugge. In het hoger onderwijs studeerde ze Dramatische Kunsten (met optie Woordkunst) aan het Lemmensinstituut en Assistentie Psychologie aan de Plantijn Hogeschool. Tevens genoot ze van een lerarenopleiding in Kortrijk.
Leen Dendievel speelde vaste rollen in tv-series zoals Uit het leven gegrepen: 16+ (Fien, seizoenen 1,2 & 3), Spring (Stefanie, seizoen 5&6) en Emma (Stella). Vanaf 2016 speelt ze de rol van transgendervrouw Kaat Bomans in de soap Thuis. Ze vertolkte verder nog gastrollen in onder meer De Kotmadam, Zone Stad, LouisLouise, David, Dag & nacht, Goesting en F.C. De Kampioenen. Ze heeft meegewerkt aan het sketchprogramma En toen kwam ons ma binnen op 2BE en debiteerde enkele moppen in Nonkel Mop op VTM.
Dendievel trad ook op in het theater, onder meer in Groenten uit Balen en Agnes of God bij Theater aan de Stroom. Haar komisch talent kon ze tentoonspreiden bij de Komediecompanie in Als de kat van huis is, als Kelly in de West-Vlaamse komedie Van Kwoad Nor Erger en als Limburgse Romy in Komen (vr)eten, beide producties van Het Prethuis.
Dendievel speelde voor het eerst een rol in een film in Say Something Funny van Nic Balthazar, naast onder andere Peter Van den Begin.
Dendievel deed mee aan Dancing with the stars in het najaar van 2018 en werd derde. In 2020 was ze gastspeurder in de tweede aflevering van The Masked Singer.
In augustus 2023, presenteert Dendievel 3 weken lang de avondshow, samen met Jan Bosman, op Joe.

## Beknopte filmografie

### Televisie
Vaste rollen:
- 2016-2019, 2025- heden · Thuis (Eén) - Kaat Bomans[3]
- 2013 · En toen kwam ons ma binnen (2BE)
- 2007-2008 · Spring (Ketnet) – Stefanie Avondts (seizoenen 5 & 6)
- 2007 · Emma (Eén) – Stella Kimpen
- 2005-2008 · Uit het leven gegrepen: 16+ (Eén) – Fien (seizoenen 1, 2 & 3)

Gastrollen:
- 2021, 2023 · Fair Trade (VTM & Streamz) - Spoedarts
- 2016 · De Kotmadam (VTM) - Eva
- 2016 · Vermist (VIER) - mevrouw Van Driessen
- 2015 · Voor wat hoort wat (Eén) - receptioniste
- 2014 · Aspe (VTM) - Saskia
- 2013 · Dobus (Ketnet)
- 2013 · Nonkel Mop (VTM)
- 2013 · De Kotmadam (VTM) – Audrey
- 2012 · Bergica (Acht)
- 2012 · Skilz (VtmKzoom) – Julie/Jean
- 2011 · ROX (Ketnet) – Jessy
- 2011 · De Kotmadam (VTM) – Stella
- 2010 · F.C. De Kampioenen (Eén) – Sylvie
- 2010 · Goesting (Eén) – Sarah
- 2010 · Click-ID (Ketnet) – Louise
- 2010 · Dag & Nacht (VTM) – Lynn
- 2009 · David (VTM) – Charlotte
- 2008 · LouisLouise (VTM) – Brenda
- 2008, 2012 · Zone Stad (VTM) – Tania
- 2008 · Familie (VTM) – Gerdien Reynders

### Theater
- 2024 · Achter de schermen, onder regie van Rikkert Van Dijck
- 2023 · Frank wordt Francine, onder regie van Jeroen Maes
- 2019 · Vrijen Met Dieren, onder regie van Domien Van Der Meiren
- 2019 · De Scouts Forever, onder regie van Sven De Ridder
- 2018 · De Scheve Schaats, onder regie van Jeroen Maes
- 2018 · De Crème-Glace Oorlog, onder regie van Sven De Ridder
- 2018 · Slisse & Cesar, onder regie van Stany Crets
- 2017 · Nacht, moeder, onder regie van Christophe Ameye
- 2017 · Brasschaatse Huisvrouwen, onder regie van Jeroen Maes
- 2017 · Sateekens met Peekens, onder regie van Sven De Ridder
- 2016 · Een Fantastisch Trouwfeest, onder regie van Yves Caspar
- 2016 · A Bomma, onder regie van Robert Sean
- 2016 · Oscar, onder regie van Dirk Lavryssen
- 2015 · Niet Te Geloven, onder regie van Gunter Reniers
- 2014 · Komen (Vr)eten, onder regie van Jeroen Maes
- 2014 · Van Kwoad Nor Erger, onder regie van Jeroen Maes
- 2012 · Groenten uit Balen, onder regie van JP Van Steerteghem
- 2012 · Eer, onder regie van Guy Thys
- 2011 · Als de kat van huis is, onder regie van Dirk Lavryssen
- 2010 · Agnes of God, onder regie van Guy Thys
- 2010 · Time Of My Life, onder regie van Adrian Brine
- 2009 · Pest en Boonen, onder regie van Jan Verbist
- 2006 · Panda (Theater zamzam)
- 2005 · Henry (30CC), onder regie van Gunther Samson (theaterproductie CC Leuven)

### Film
- 2021 · Bittersweet Sixteen - Veronique, moeder van Kat
- 2016 · Everybody Happy (EyeWorks) – Julie
- 2009 · Dirty Mind (Caviar Films) – Verpleegster

### Kortfilm
- 2012 · Tweesprong, Wouter Bouvijn (RITS)

### Muziekvideo
- 2017 · Schuldgevoel van Geert Dehertefelt
- 2015 · Liar van Morpheus
- 2014 · Ninett van band Frimout
- 2009 · There she goes van Sasha (Duitsland)

## Privé
In 2018 trouwde Dendievel met Udo Mechels.